# Szydłowo (województwo mazowieckie)
Szydłowo – wieś sołecka w Polsce, położona w województwie mazowieckim, w powiecie mławskim, w gminie Szydłowo. Według danych Głównego Urzędu Statystycznego w 2011 roku wieś zamieszkiwało 731 osób.
Miejscowość jest siedzibą gminy Szydłowo oraz rzymskokatolickiej parafii  pw. św. Marii Magdaleny i św. Kazimierza.
Do 1954 roku siedziba wiejskiej gminy Dębsk. W latach 1975–1998 miejscowość położona była w województwie ciechanowskim.
Na terenie wsi zostały odkryte ślady osady z początku okresu kultury łużyckiej tj. ok. roku 1200 p.n.e.
Podczas wojny polsko-bolszewickiej, w sierpniu 1920 r., uciekający Sowieci z 3 Korpusu Kawalerii, Kawkoru Gaja Bżyszkiana, dokonali w rejonie Szydłowa zbrodni na polskich jeńcach. Wziętych do niewoli 7 oficerów i 92 szeregowych, dla oszczędności naboi, zasiekli saperkami i szablami.
Dopuścili się też gwałtów na ludności cywilnej
W trakcie późniejszej polskiej kontrofensywy, pod Chorzelami żołnierze zbrodniczej formacji zostali okrążeni i grupa ich trafiła do niewoli. Stamtąd 200 bolszewików przewieziono do Szydłowa. W meldunku sytuacyjnym 24 sierpnia o północy szef sztabu Sikorskiego, ppłk. Romuald Wolikowski, donosił: „W odwecie za 92 szeregowych i 7 oficerów pomordowanych w okrutny sposób przez 3. korpus kaw. sow. rozstrzelano w dniu dzisiejszym na miejscu egzekucji własnych żołnierzy, 200 wziętych do niewoli Kozaków z 3. korp. kawalerii sowieckiej. Polacy dogonili zbrodniczą jednostkę pod Chorzelami, doprowadzili na miejsce zbrodni i tu przeprowadzili dochodzenie. Zwolniony został jeden z Kozaków, który pod Szydłowem ułatwił ucieczkę polskiemu oficerowi. Pozostałych skazano na śmierć”.
W 1945 r. w Szydłowie wzniesiono pomnik poświęcony poległym żołnierzom radzieckim. Inskrypcja zaczynała się słowami: "Żołnierzom sowieckim poległym w walce z państwem burżuazyjnym o nasze wyzwolenie". Władze co roku składały przy nim kwiaty. W latach 70. tekst zmieniono na: "Żołnierzom radzieckim poległym w tragicznych walkach z 1920 roku". W okresie "Solidarności" bezskutecznie postulowano o usunięcie pomnika.
Pod koniec lat 90. i na początku XXI wieku na pomniku regularnie malowano znaki Polski Walczącej, daty 17 września i inne hasła, skreślano też wyraz "tragicznych". Doprowadziło to do zmiany wygląd i inskrypcji.
Na miejscowym cmentarzu znajduje się symboliczny grób polskich żołnierzy poległych w walkach pod Szydłowem w 1920. Spoczywa tam także francuski oficer płk. Thierry.